# Bella Thorne
Annabella Avery Thorne (* 8. října 1997, Pembroke Pines, Florida, USA) je americká herečka, zpěvačka a modelka. Nejvíce se proslavila rolemi jako Ruthy Spivey v seriálu My Own Worst Enemy, Tacky Henrickson ve čtvrté sérii Velká láska, Cece Jones v seriálu stanice Disney Channel Na parket!. Také se objevila jako Hilary ve filmu Dovolená za trest, jako Celia v Alexandr a jeho opravdu hodně špatný a příšerně blbý den. V roce 2015 si zahrála Madison ve filmu The Duff a Amandu ve filmu Perfect High. V roce 2016 získala hlavní roli v seriálu stanice Freeform Vzhůru ke hvězdám.

## Životopis
Narodila se v Pembroke Pines na Floridě. Je dcerou Tamary a Delancey Reinaldo Thorne. Má tři sourozence (sestry Kali a Dani a bratra Remyho). Její otec má kubánské kořeny a Bella prozradila, že má také italské a irské předky. Kariéru zahájila jako dětská modelka. Její otec zemřel v roce 2007 při nehodě na motorce.

## Kariéra

### 2003-2009:Dirty Sexy MoneyaMy Own Worst Enemy
První filmová role přišla v roce 2003 ve filmu Bratři jak se patří, kde si zahrála fanynku. Dále se objevila v projektech jako Vincentův svět nebo The O.C..V roce 2007 získala vedlejší roli v druhé řadě seriálu Dirty Sexy Money, která se stala její první velkou rolí v televizi. V roce 2008 se objevila po boku Taylora Lautnera v dramatickém seriálu My Own Worst Enemy, za roli získala cenu Young Artist Award. Jako Wendy se objevila o rok později v internetovém seriálu Little Monk. V roce 2009 si také zahrála v hororovém filmu Forget Me Not, vedlejší roli v rodinném dramatu Kouzelné maliny.

### 2010-13:Velká láskaaNa parket!

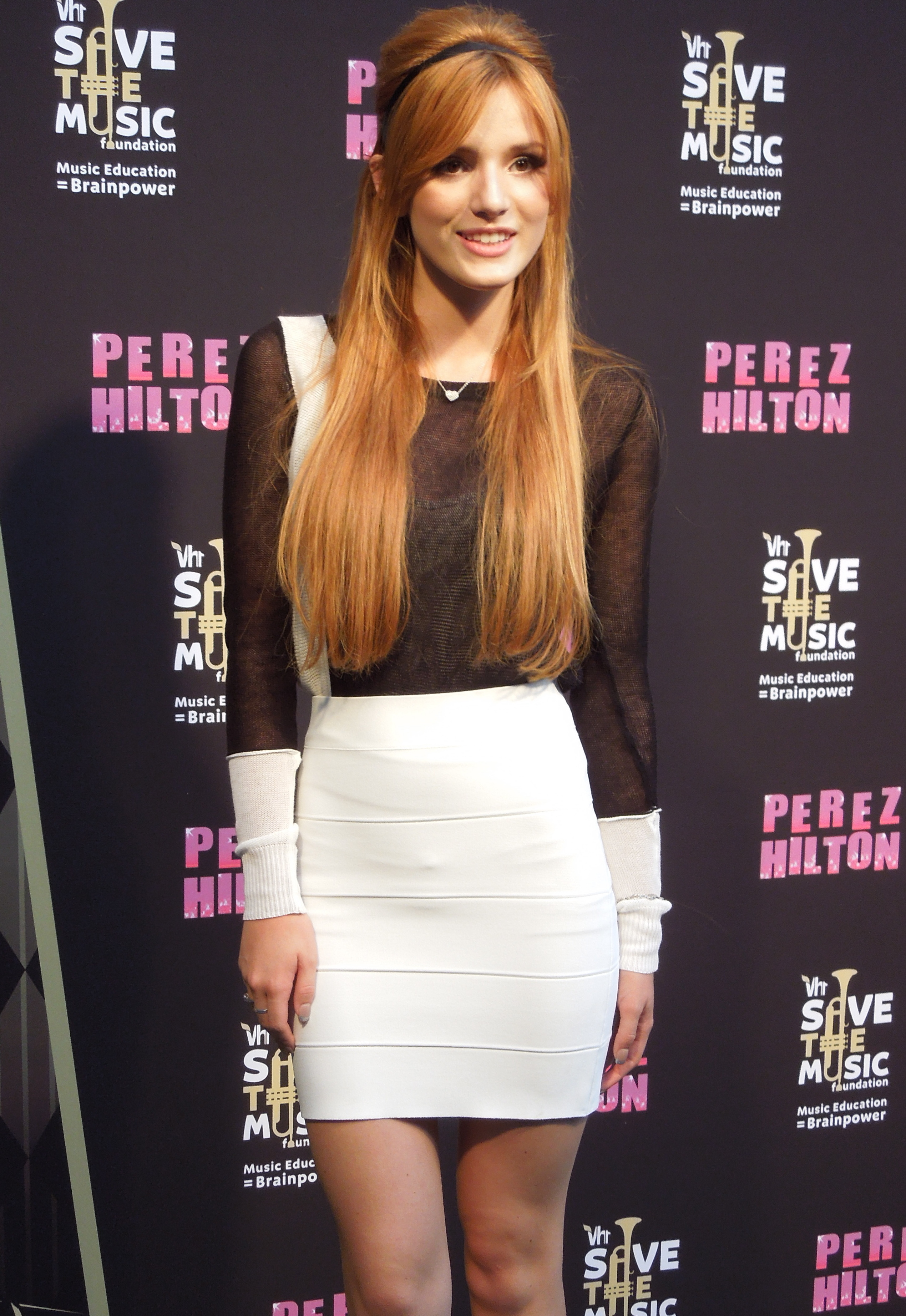
Bella Thorne v září 2012

V roce 2010 nahradila Jolean Wejbe v roli Tancy Henrickson v seriálu stanice HBO Velká láska. Zlom v kariéře nastal se získáním hlavní role v seriálu stanice Disney Channel Na parket!. Bella hraje CeCe Jones, tanečnici s velkými ambicemi, která touží po kariéře v záři reflektorů, přesto že má dyslexii. Po jejím boku hraje Zendaya. Produkce seriálu začala v červenci 2010 a premiérová epizoda se vysílala 7. listopadu 2010. Před tím, než byla do role obsazena neměla žádné zkušenosti s tancem, až poté, co byla obsazena do role v říjnu 2009 začala docházet každý večer na taneční lekce.
Její první singl „Watch Me“ byl vydán 21. června 2011 a umístil se na 86. místě žebříčku Billboard Hot 100. V roce 2012 se objevila v originálním filmu stanice Disney Channel Ne/přátelé jako Avalon Greene. Další singl „TTYLXOX“ byl vydán 6. března 2012 a umístil se 97. místě žebříčku Billboard Hot 100. K květnu 2013 Bella potvrdila, že podepsala nahrávací smlouvu s Hollywood Records. V červenci stanice Disney oznámila zrušení seriálu Na parket! po třech řadách.

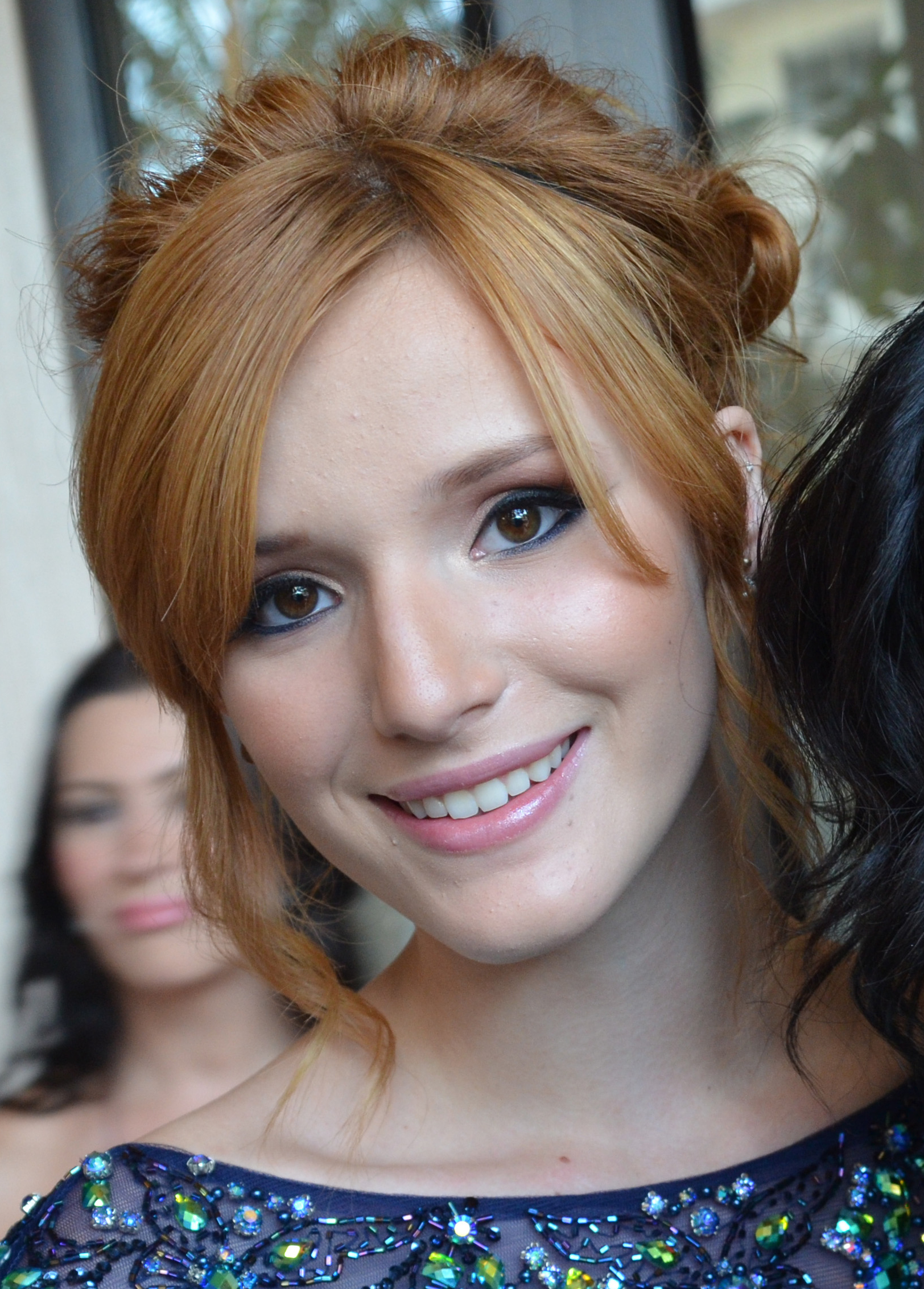
Thorne v roce 2012

### 2014–dosud: Filmy aVzhůru ke hvězdám
V roce 2014 si zahrála v komediálním filmu Dovolená za trest, po boku Adama Sandlera a Drew Barrymoreové. Také si zahrála ve filmu Alexandr a jeho opravdu hodně špatný a příšerně blbý den. O rok později se objevila ve filmu The Duff.
30. července byla obsazena do patnácté řady seriálu Kriminálka Las Vegas. Díl „The Book of Shadows“, ve které si zahrála měla premiéru 19. října 2014. Objevila se v sequelu filmu Mostly Ghostly 2: Have You Met My Ghoulfriend jako Cammy Cahill. Film byl vysílaný jako Halloweenský speciál v říjnu 2014. 17. listopadu vydala EP Jersey.
Bylo oznámeno, že získala smlouvu na napsání série knih, začínající s první novelou Autumn Falls. S Kyrou Sedgwick podepsala smlouvu na hlavní role thrilleru Big Sky. V prosinci 2014 byla obsazena do seriálu stanice MTV Scream. V roce 2015 propůjčila hlas pro film The Frog Kingdom. 1. června byla oznámeno, že si zahraje roli Kate ve filmu Showel Buddies. Bella podepsala smlouvu, že se objeví v americké adaptaci filmu Midnight Sun, inspirováném japonským filmem Midnight Sun z roku 2006. Roli Ashley si zahrála ve filmu Alvin a Chipmunkové: Čiperná jízda. V roce 2016 získala hlavní roli v seriálu stanice Freeform Vzhůru ke hvězdám. V roce 2017 si zahrála v netflixovém filmu You Get Me.

## Osobní život
Během let 2015–2016 chodila s hercem Greggem Sulkinem. Dne 23. srpna 2016 na svém twitterovém účtu zveřejnila, že je bisexuálka. Později ovšem pro média uvedla, že její sexualita se spíše blíží k pansexualitě.

## Filmografie

### Film
| Rok  | Název                                                    | Role                      | Poznámky                 |
| ---- | -------------------------------------------------------- | ------------------------- | ------------------------ |
| 2003 | Bratři jak se patří                                      | Fanynka                   |                          |
| 2007 | Craw Lake                                                | Julia                     |                          |
| 2007 | Fishing the Game                                         | Sue                       |                          |
| 2007 | Blind Ambition                                           | Annabelle                 |                          |
| 2007 | The Seer                                                 | Claire Sue (dítě)         |                          |
| 2009 | Water Pills                                              | Dívka                     |                          |
| 2009 | Forget Me Not                                            | Angela Smith (dítě)       |                          |
| 2010 | One Wish                                                 | The Messenger             |                          |
| 2010 | Kouzelné maliny                                          | Sarah Patterson           |                          |
| 2012 | Behind the Scenes                                        | Samu sebe                 |                          |
| 2014 | Dovolená za trest                                        | Hilary Friedman           |                          |
| 2014 | Alexandr a jeho opravdu hodně špatný a příšerně blbý den | Celia Rodriguez           |                          |
| 2014 | Mostly Ghoustly: Have You Met My Ghouldfriend?           | Cammy Cahill              |                          |
| 2015 | The Duff                                                 | Madison Morgan            |                          |
| 2015 | Hurá na fotbal                                           | Laura (hlas)              |                          |
| 2015 | The Frog Kingdom                                         | Princezna Froglegs (hlas) |                          |
| 2015 | Big Sky                                                  | Hazel                     |                          |
| 2015 | Sněhová královna 2                                       | Gerda (hlas)              |                          |
| 2015 | Alvin a Chipmunkové: Čiperná jízda                       | Ashley                    |                          |
| 2016 | Ratchet a Clank: Strážci galaxie                         | Cora (hlas)               |                          |
| 2016 | Boo! A Madea Halloween                                   | Rain                      |                          |
| 2016 | Shovel Buddies                                           | Kate                      |                          |
| 2017 | Amityville: Probuzení                                    | Belle Walker              |                          |
| 2017 | Keep Watching                                            | Jamie                     |                          |
| 2017 | You Get Me                                               | Holly Viola               |                          |
| 2017 | Chůva na zabití                                          | Allison                   |                          |
| 2018 | Půlnoční láska                                           | Katie Price               |                          |
| 2018 | The Death and Life of John F. Donovan                    | Jeanette                  | vymazaná scéna           |
| 2018 | Ride                                                     | Jessica                   |                          |
| 2018 | Mladí zabijáci                                           | Reagan                    |                          |
| 2018 | Stíny mezi námi                                          | Ronnie Calder             |                          |
| 2019 | Her & Him                                                | —                         | režisérka                |
| 2020 | #Loupež                                                  | Arielle                   | také výkonná producentka |
| 2020 | Chůva na zabití: Krvavá královna                         | Allison                   |                          |
| 2020 | Férovka                                                  | Olivia                    |                          |
| 2020 | Girl                                                     | dívka                     |                          |
| 2021 | Masquerade                                               | Rose                      |                          |
| 2021 | Habit                                                    | Mads                      |                          |
| 2021 | Time Is Up                                               | Vivien                    |                          |
| 2022 | Hra na pomstu                                            | Taz                       |                          |

### Televize
| Rok       | Název                                  | Role                       | Poznámky                        |
| --------- | -------------------------------------- | -------------------------- | ------------------------------- |
| 2006      | Vincentův svět                         | Dítě                       | díl: „Chci se nechat uspat“     |
| 2007      | O.C.                                   | Malá Taylor Townsend       | díl: „Frankova láska“           |
| 2007–08   | Dirty Sexy Money                       | Margaux Darling            | vedlejší role (2. řada)         |
| 2008      | October Road                           | Angela Ferilli             | díl: „Stand Alone by Me“        |
| 2008      | My Own Worst Enemy                     | Ruthy Spivey               | hlavní role                     |
| 2009      | In the Motherhood                      | Annie                      | díl: „Practice What You Preach“ |
| 2009      | Doktor mozek                           | Emily                      | pilotní díl                     |
| 2010      | Velká láska                            | Tancy "Teenie" Henrickson" | hlavní role (4. řada), 5 dílů   |
| 2010      | Kouzelníci z Waverly                   | Nancy Lukey                | edíl: „Max's Secret Girlfriend“ |
| 2010–13   | Na parket!                             | CeCe Jones                 | hlavní role                     |
| 2011      | Hodně štěstí, Charlie                  | CeCe Jones                 | díl: „Na parket, Charlie“       |
| 2011      | PrankStars                             | Samu sebe                  | díl: „Adventures in Dogsitting“ |
| 2012      | Ne/přátelé                             | Avalon Greene              | TV film                         |
| 2014      | Phineas a Ferb                         | Brigitte (hlas)            | díl: „Noc oživlých lékárníků“   |
| 2014      | Kriminálka Las Vegas                   | Hannah Hunt                | díl: „Kniha stínů“              |
| 2014      | Red Band Society                       | Delaney Shaw               | 2 díly                          |
| 2015      | Tajný život K.C.                       | Jolie                      | díl: „Špiónoja“                 |
| 2015      | Scream                                 | Nina Patterson             | vedlejší role, 3 díly           |
| 2015      | Perfect High                           | Amanda                     | TV film                         |
| 2017–2018 | Vzhůru ke hvězdám                      | Paige Turner               | hlavní role, 20 dílů            |
| 2018      | Conrad & Michelle: If Words Could Kill | Michelle                   | TV film                         |
| 2019      | Život beze slov                        | Cassidy                    | díl: „P-R-O-M-P--PROMPOSAL“     |
| 2019      | Tales                                  | Janelle                    | díl: „XO Tour Llif3“            |
| 2020      | The Masked Singer                      | Samu sebe/soutěžící        | 2 díly                          |
| 2021      | Paradise City                          | Lily Mayflower             | hlavní role, 8 dílů             |
| 2022      | American Horror Stories                | Marci                      | díl: „Drive“                    |

### Internet
| Rok  | Název           | Role      | Poznámky                 |
| ---- | --------------- | --------- | ------------------------ |
| 2009 | Little Monk     | Wendy     | hlavní role              |
| 2010 | My Day. My Life | Samu sebe | dokument na stránce Teen |

### Videohry
| Rok  | Název                   | Role              | Poznámky |
| ---- | ----------------------- | ----------------- | -------- |
| 2009 | The Ant Bully           | malý mraveneček   |          |
| 2016 | Marvel Avengers Academy | Greer Grant/Tigra |          |
| 2016 | Ratchet & Clank         | Cora Veralux      |          |

### Divadlo
| Rok  | Název              | Role   | Poznámky                                            |
| ---- | ------------------ | ------ | --------------------------------------------------- |
| 2015 | Alenka v říši divů | Alenka | New York Spring Spectacular / Radio City Music Hall |

## Diskografie

### EP
- Made in Japan (2012)
- Jersey (2014)
- What Do You See Now? (2020)

## Ocenění a nominace
| Rok  | Ocenění                        | Kategorie                                                                                        | Práce                                             | Výsledek  |
| ---- | ------------------------------ | ------------------------------------------------------------------------------------------------ | ------------------------------------------------- | --------- |
| 2008 | Young Artist Awards            | nejlepší výkon mladé herečky v TV seriálu v hostující roli                                       | O.C.                                              | nominace  |
| 2009 | Young Artist Awards            | nejlepší výkon mladé herečky v TV seriálu v hostující roli: komedie/drama                        | October Road                                      | nominace  |
| 2009 | Young Artist Awards            | nejlepší výkon mladé herečky v TV seriálu ve vedlejší roli: komedie/drama                        | My Own Worst Enemy                                | vítězství |
| 2010 | Young Artist Awards            | nejlepší výkon mladé herečky v TV seriálu v hostující roli                                       | Doktor mozek                                      | nominace  |
| 2011 | Young Artist Awards            | nejlepší výkon mladé herečky v TV seriálu: komedie/drama                                         | Na parket!                                        | vítězství |
| 2011 | Young Artist Awards            | nejlepší výkon mladého obsazení v TV seriálu                                                     | Na parket!                                        | nominace  |
| 2011 | Young Artist Awards            | nejlepší výkon herečky ve věku 11–15 v televizním seriálu v hostující roli                       | Kouzelníci z Waverly                              | nominace  |
| 2011 | Young Artist Awards            | nejlepší výkon herečky ve věku 11–16 v televizním seriálu ve vedlejší roli                       | Velká láska                                       | nominace  |
| 2011 | Imagen Awards                  | nejlepší mladá televizní herečka                                                                 | Na parket!                                        | nominace  |
| 2012 | Young Artist Awards            | nejlepší výkon mladé herečky v TV seriálu                                                        | Na parket!                                        | nominace  |
| 2012 | Young Artist Awards            | nejlepší výkon mladého obsazení v TV seriálu                                                     | Na parket!                                        | nominace  |
| 2012 | Imagen Awards                  | nejlepší mladá televizní herečka                                                                 | Na parket!                                        | vítězství |
| 2012 | ALMA Awards                    | nejlepší televizní herečka: komedie                                                              | Na parket!                                        | nominace  |
| 2013 | Young Artist Awards            | nejlepší herecký výkon mladé herečky v hlavní roli: TV film, minisérie, speciál nebo pilotní díl | Ne/přátelé                                        | vítězství |
| 2013 | Imagen Awards                  | nejlepší mladá herečka: televize                                                                 | Na parket!                                        | nominace  |
| 2013 | Young Hollywood Awards         | ocenění pro osobu, která by měla být sledována                                                   |                                                   | vítězství |
| 2014 | Young Hollywood Awards         | jsi tak módní                                                                                    |                                                   | vítězství |
| 2014 | Young Hollywood Awards         | superstar sociálních médií                                                                       |                                                   | nominace  |
| 2014 | Imagen Awards                  | nejlepší mladá herečka: televize                                                                 | Na parket!                                        | nominace  |
| 2014 | Teen Choice Awards             | nejvíce sexy žena                                                                                |                                                   | nominace  |
| 2015 | Shorty Awards                  | nejlepší herečka                                                                                 |                                                   | vítězství |
| 2015 | Young Artist Awards            | nejlepší výkon mladého obsazení ve filmu                                                         | Dovolená za trest                                 | vítězství |
| 2015 | Teen Choice Awards             | nejlepší filmový zloduch                                                                         | The DUFF                                          | vítězství |
| 2015 | Teen Choice Awards             | zlodějka televizních scén                                                                        | Scream                                            | nominace  |
| 2016 | Young Artist Awards            | nejlepší ženský herecký výkon ve filmu: vedlejší role (věk 14–21)                                | The DUFF                                          | nominace  |
| 2017 | Teen Choice Awards             | nejlepší televizní herečka: drama                                                                | Vzhůru ke hvězdám                                 | nominace  |
| 2017 | Teen Choice Awards             | nejlepší letní filmová hvězda                                                                    | Amityville: Probuzení                             | nominace  |
| 2017 | Behind the Voice Actors Awards | nejlepší ženský vokální výkon ve vedlejší roli: film                                             | Ratchet a Clank: Strážci galaxie                  | nominace  |
| 2018 | Teen Choice Awards             | nejlepší televizní herečka: drama                                                                | Vzhůru ke hvězdám                                 | nominace  |
| 2018 | Teen Choice Awards             | nejlepší filmová herečka: drama                                                                  | Půlnoční láska                                    | nominace  |
| 2018 | Teen Choice Awards             | nejlepší filmový pár                                                                             | Půlnoční láska (sdíleno s Patrick Schwarzenegger) | nominace  |